# Szent Gotthárd-hágó

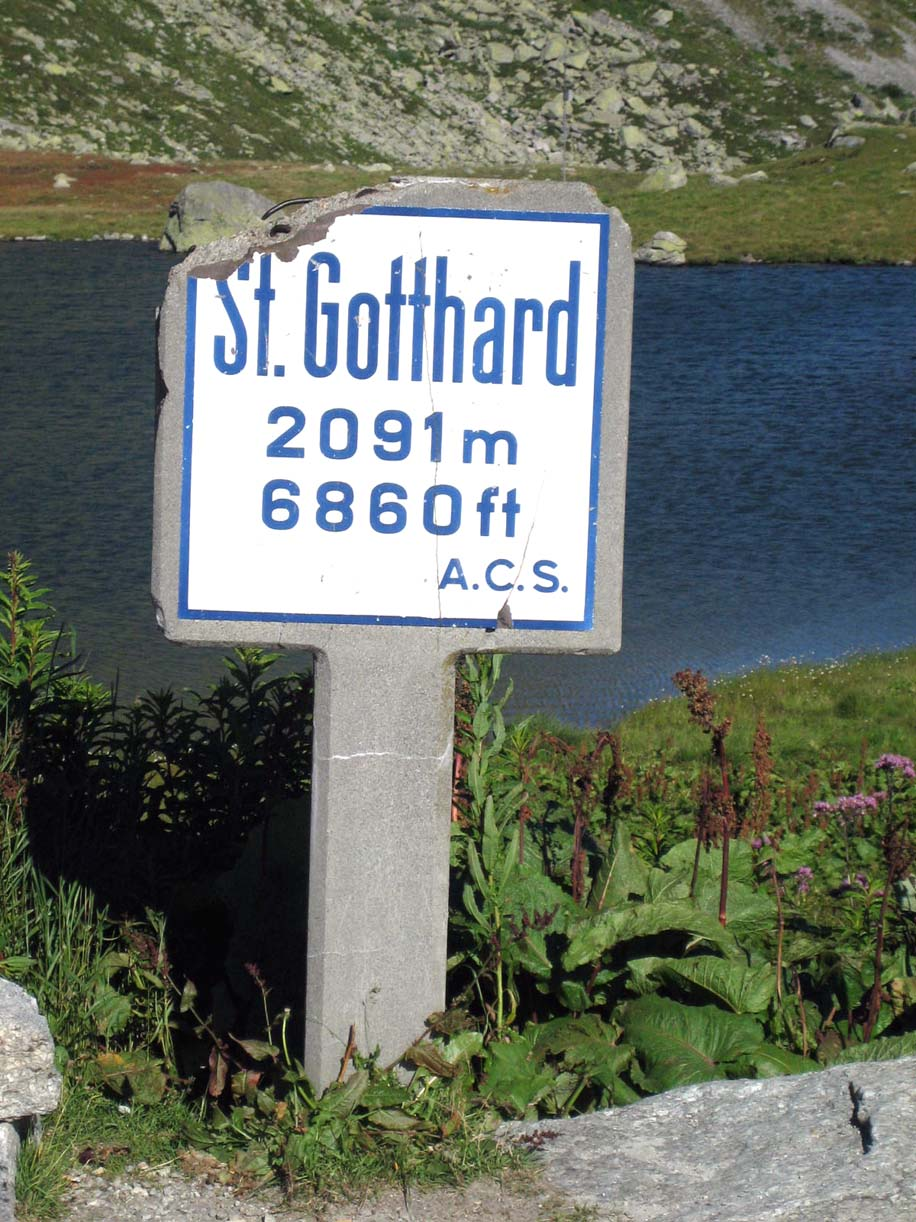
Magasságjelző tábla a hágó magasságában

A svájci Szent Gotthárd-hágó (olaszul Passo del San Gottardo) sokáig az Alpok legfontosabb észak-déli összekötő vonala volt. Gotthárd-tengelyként azt a közlekedési vonalat jelölik, ami észak-déli irányban a Gotthárd-hegyen vagy alatta vezet. Ez a legközvetlenebb összeköttetés a központi Alpokon keresztül, mivel csak egy hegygerincen fut át.
A hágó az Urseren-völgyben lévő Andermattot (Uri kanton) és a Leventina-völgyben található Airolot (Tessin kanton) köti össze. A hágó tengerszint feletti magassága 2091 méter, emelkedése 12%. A Gotthárd-vonal kb. 110 kilométeres szakaszon Altdorfot és Biascát köti össze, de az út tényleges hossza Göschenen és Airolo között kb. 30 kilométer. Átszeli az európai fő vízválasztó vonalat (Rajna–Pó).

## A vaskortól a Schöllenen-szoros megnyitásáig

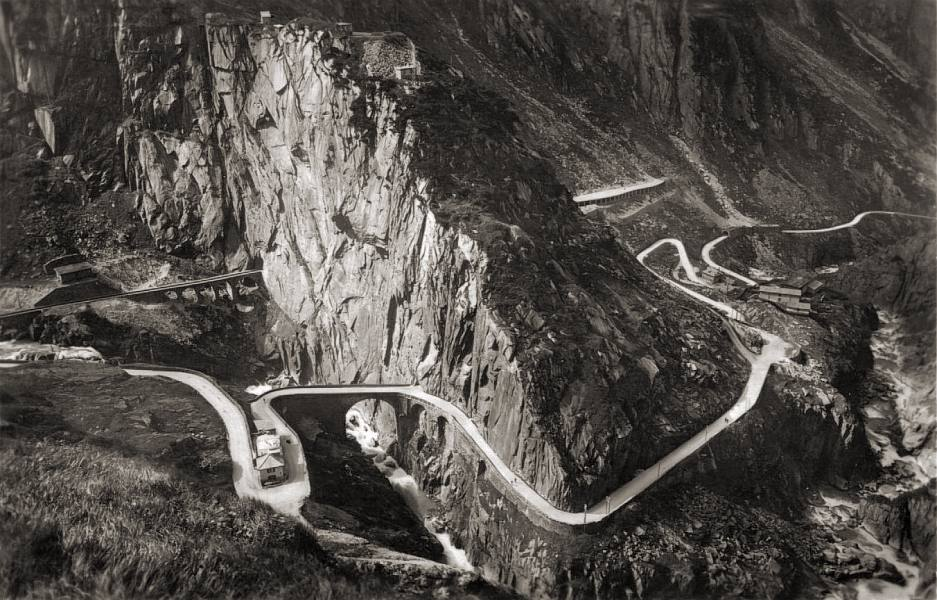
A Schöllenen-szoros 1953-ban

A hágó déli oldalára való felkapaszkodás nem okoz különösebb nehézségeket, de az északi oldalon található Schöllenen-szoros egészen a 12. századig legyőzhetetlen akadályt jelentett a hegymászók számára; nehezen járható kerülő úton a Bäz-hegyen át vagy a Rien-völgyön keresztül juthattak a másik oldalra.
A Zugi-tó és a Zürichi-tó közötti térségben az Alpok déli részéről származó régészeti leletek arra engednek következtetni, hogy a Gotthárd-hágót már a vaskorban is rendszeresen használták kereskedelmi útvonalként. (Ez a kapcsolat más hágókon, mint pl. a Lukmanier-hágó is létrejöhetett.)
Bár a rómaiak Adula Mons néven ismerték a Gotthárd-hágót, valószínűleg keveset használták. Nem bizonyítható egyértelműen, hogy a Római Birodalom idején állandó személyi forgalom lett volna a hágón, Leventinától a Vierwaldstätti-tóig. Római kori érme- és apró tárgyi leletek, valamint helységnevek arra utalnak, hogy az Urseren-völgyben lombard alpesi népek településeket, illetve legelőket hoztak létre. A Gotthárd-hágót a Nagy Szent Bernát-hágóval és más, a Septimeren, illetve a Julieren és a Maloján át áthaladó útvonalakkal ellentétben nem említik a római útleírások (itinerarium).
A korai és az érett középkorban szintén csak másodlagos szerepet kapott a Gotthárd-hágó. Leventina- és az Urseren-völgy közötti terület helyi ellenőrzését bizonyítja, hogy a Leventina-völgyiek legeltetési joggal rendelkeztek a karoling időktől a 14. század elejéig. Az itt vezető úton vándorlókat szolgálhatta az érett középkorban az első régészetileg bizonyított kápolna a hágó magasságában. Fennmaradt írásos emlékek szerint a kápolnát valamikor 1166 és 1230 közötti időszakban Milánó érseke szentelte fel. A habsburgi urbáriumban (1303-1307) a Szent Gotthárd név már nemcsak a kápolnát és a hospitiumot jelzi, hanem a hágót is.
Az első ránk maradt leírás egy, a Gotthárdon át vezető utazásról 1234-ből ismert, a fuvarozásról szóló első – az oscóiaktól származó – szabályok pedig 1237-ből ismertek, ami arra enged következtetni, hogy a Schöllenen valószínűleg 1200 körül vált járhatóvá. A walsereknek, akik a 12. században a Furka-hágón át vonultak Urseren irányába, kulcsfontosságú szerepük volt a szakadékon keresztül vezető út kiépítésében: feltételezik, hogy már Wallisban megfelelő technikai tapasztalatot szereztek a vízvezetékek (suon-en), valamint az utak és hidak építésében, és tudásukat magukkal vitték más területekre is. Ezek az ismeretek tették lehetővé az Ördög-híd és a Twärren-híd építését a Reuss-folyó fölött, ami feltétele volt a Gotthárdon keresztül történő áru- és személyi forgalomnak. A Schöllenen-szoros járhatóvá tétele után megkezdődött a Gotthárd-út népszerűvé válása.
A 15. század elején évente már több, mint 10 000 személy és 9000 teherhordó állat haladt keresztül a hágón. A nyári hónapok kedvezőbbek voltak ugyan az átkeléshez, a tél mégis jövedelmezőbbnek tűnt: a két ökör húzta szánon akár 600 kg árut is (négyszer annyit, mint nyáron) képesek voltak szállítani. 1500-ban mintegy 170 tonna árut szállítottak ezen az úton. Gyalogosan az út Flüelentől Bellinzonáig 30 órát tartott.
A harmincéves háború során a Gotthárd-hágó egy időre veszített jelentőségéből. Összehasonlításul: a háború végén 1648-ban a vámból származó bevétel az 1619. évinek a 20 százalékát sem érte el.

## Menedékházak (hospitium)

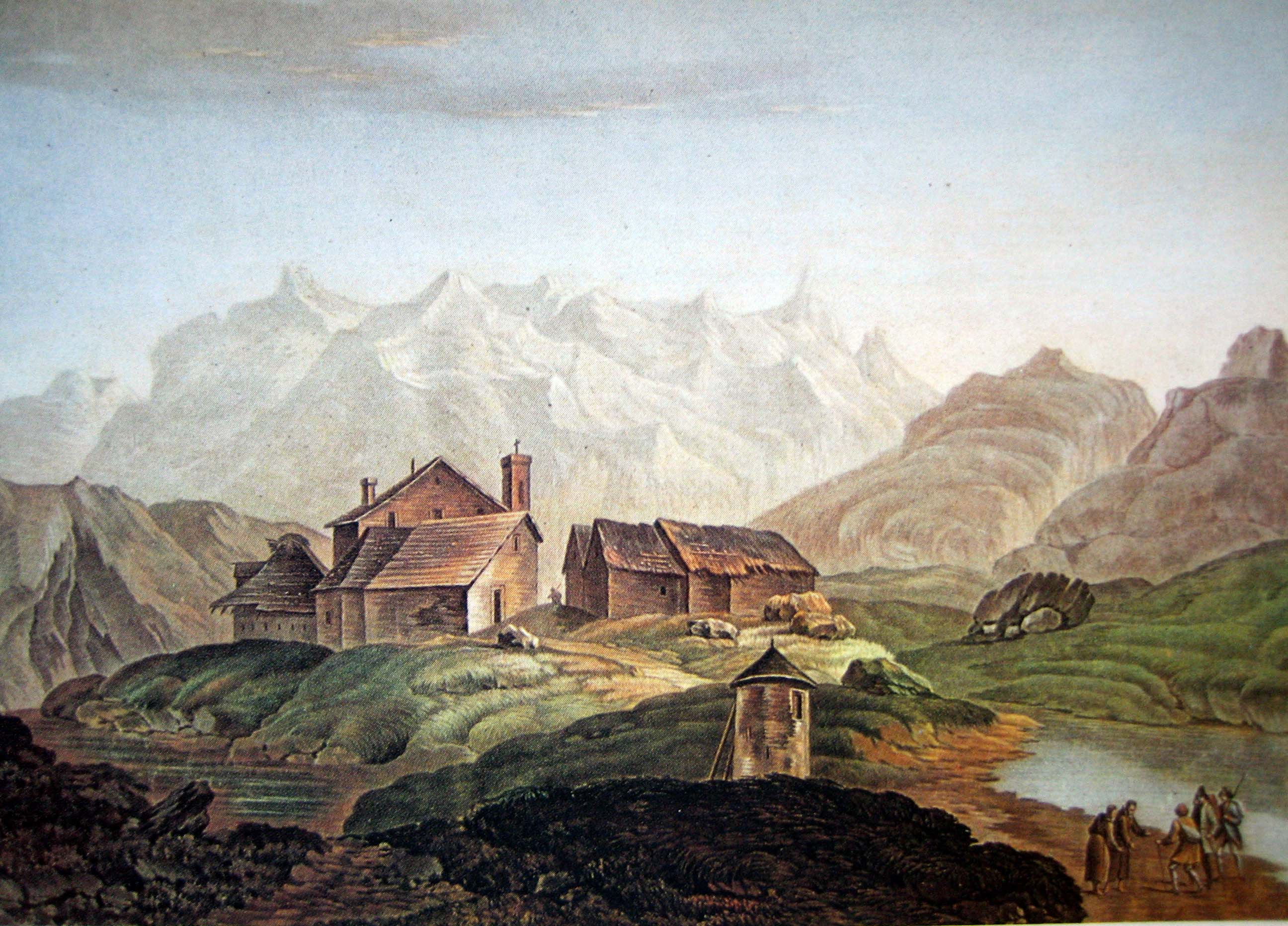
Gotthard-menedékház, 1785

A hágó magasságában valószínűleg már a korai időktől létezett egy kápolna, de nem ismert, hogy ki és pontosan mikor építette. A hágó régi menedékhelyének (Hospitium) pincéjében történt ásatások során találtak rá a kápolna alapfalaira, aminek kora a karoling időkre nyúlik vissza. A kápolnáról és egy áru-átrakodóhelyről (Sust) egy 1331. augusztus 12-ei, Urseren és Leventina közötti határvitát lezáró békeszerződésben tesznek említést először.
A kápolnát valószínűleg a milánói érsek, Galdinus 1230-ban Hildesheimi Szent Gotthárdnak szentelte (a Liber notitiae Sanctorum Mediolani szerint), amiről aztán a hágót elnevezték. Más támpontok szerint a disentisi szerzetesek már évtizedekkel korábban fenntartottak itt egy kápolnát vagy szállást, ahol szintén Szent Gotthárdot tisztelték.
Nemsokára létrejött egy hospitium a római zarándokok és más utazók elszállásolására, amit 1431/1432-ben kibővítettek. A 17. században Friedrich Borromeo milánói érsek tovább építtette a menedékhelyet, és kiegészíttette egy papok számára alkalmas lakhellyel. 1685-től a vendégház kapucinusok vezetése alatt állt, akik a szélsőséges időjárás miatt külön engedélyt kaptak lábbeli viselésére. Napjainkban a régi hospitium épületeinek nagy részét hotelként vagy múzeumként használják.
Egy a 18. század végéről származó beszámoló a nincstelen utazók ellátásáról ír: a vendéglátó egy darab kenyeret, kis szelet sovány sajtot és egy kevés édes bort adott mindenkinek, ebédre még leves is volt. Éjszakai szállást, szükség esetén betegápolást is biztosítottak a rászorulóknak. Évente kb. 4000 szegény kapott ilyen ellátást.
1799-ben a hospitiumot az oroszok és franciák közötti harcok során lerombolták, a kapucinusokat pedig visszahívták innen, de 1837-től újra tevékenykedhettek, amíg 1841-ben véglegesen visszarendelték őket. 1830-ban az épület Tessin kanton birtokába került: 1834-ben felújították, 1838-ban pedig szállodává és vámépületté alakították.
Az épületet egészen 1972-ig Felice Lombardi, illetve családja vezette. Lombardi fia 1866-ban a hospitium mellett megnyitotta a Monte Prosa hotelt, hogy előkelő vendégeket is el tudjon szállásolni ranghoz illően. A hotel 1905-ben leégett, de újból felépítették. Az épülettel szemben lévő egykori áru-átrakodóhelyen ma étterem és a San Gottardo Múzeum működik.

## Zarándokok
A Gotthárd-hágó vallási jelentőséggel is bír, mivel a kápolna, illetve a hágó Hildesheimi Szent Gotthárdról kapta a nevét, akit újítóként, kolostor- és iskolalapítóként tiszteltek. A 16. században az új vallási formákkal ez a jelentőség tovább nőtt, amit a körmenetek és zarándoklatok is bizonyítanak. A környező öt völgyből évente szerveztek zarándokutakat a hágóra előre meghatározott menetrend szerint (pl. az Urseren-völgyből június 23-án, a Formazza-völgyből június 25-én, Tavetschből június 28-án, stb.)
Zarándokokon, kereskedőkön, katonákon és emigránsokon kívül művészek is átkeltek a hágón, akik műveikben tettek említést a hágó szépségéről és jelentőségéről. Híres természettudósok is végigjárták a hágót, miközben a terület klímáját és ásványait vizsgálták, növény- és állatvilágát kutatták (pl. Horace-Bénédict de Saussure 1775 és 1783 között tanulmányozta a vidék geológiáját).

## A közlekedési infrastruktúra fejlődése

### Teherszállító ösvények

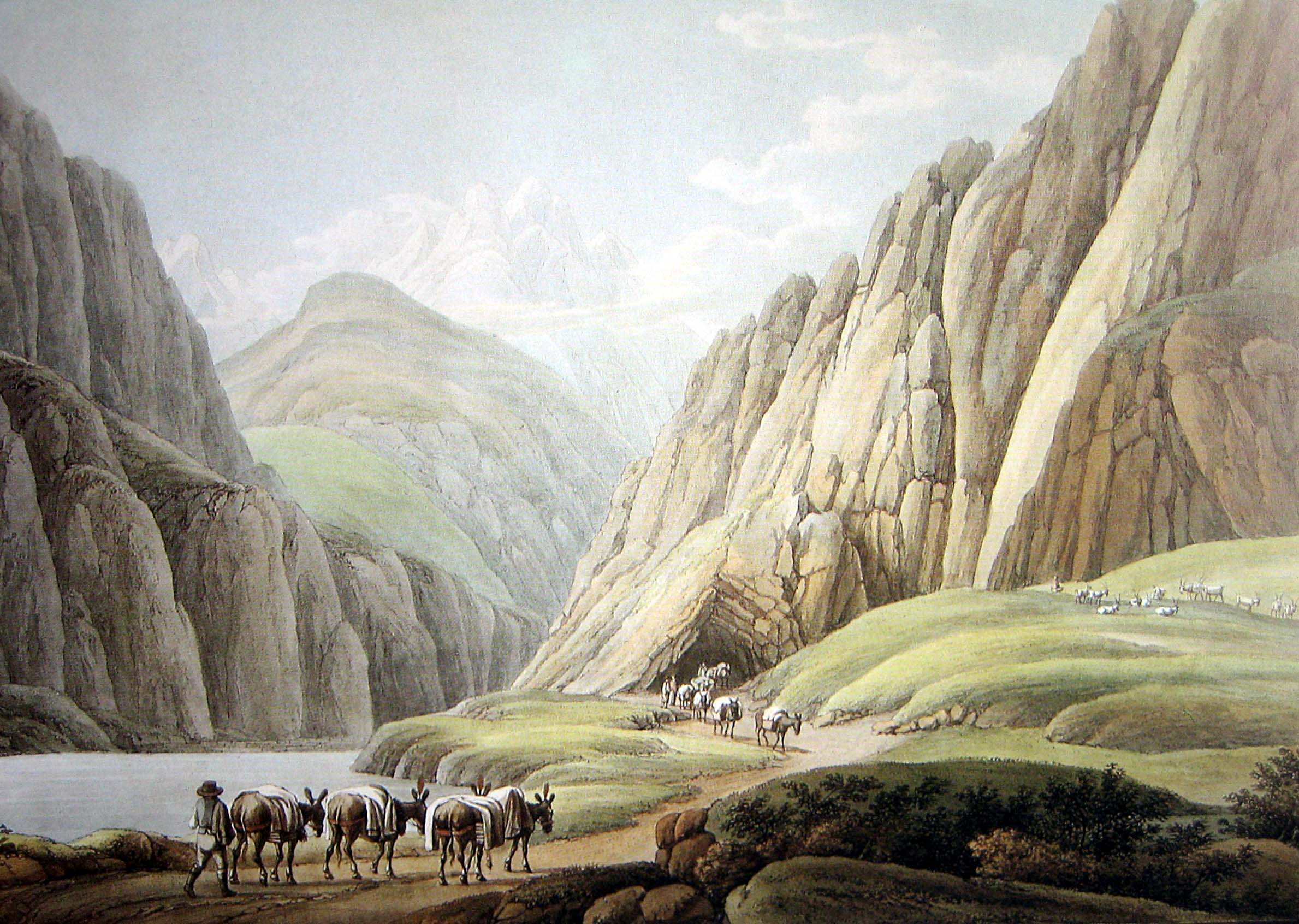
Teherszállítók az Urnerlochnál 1790 körül

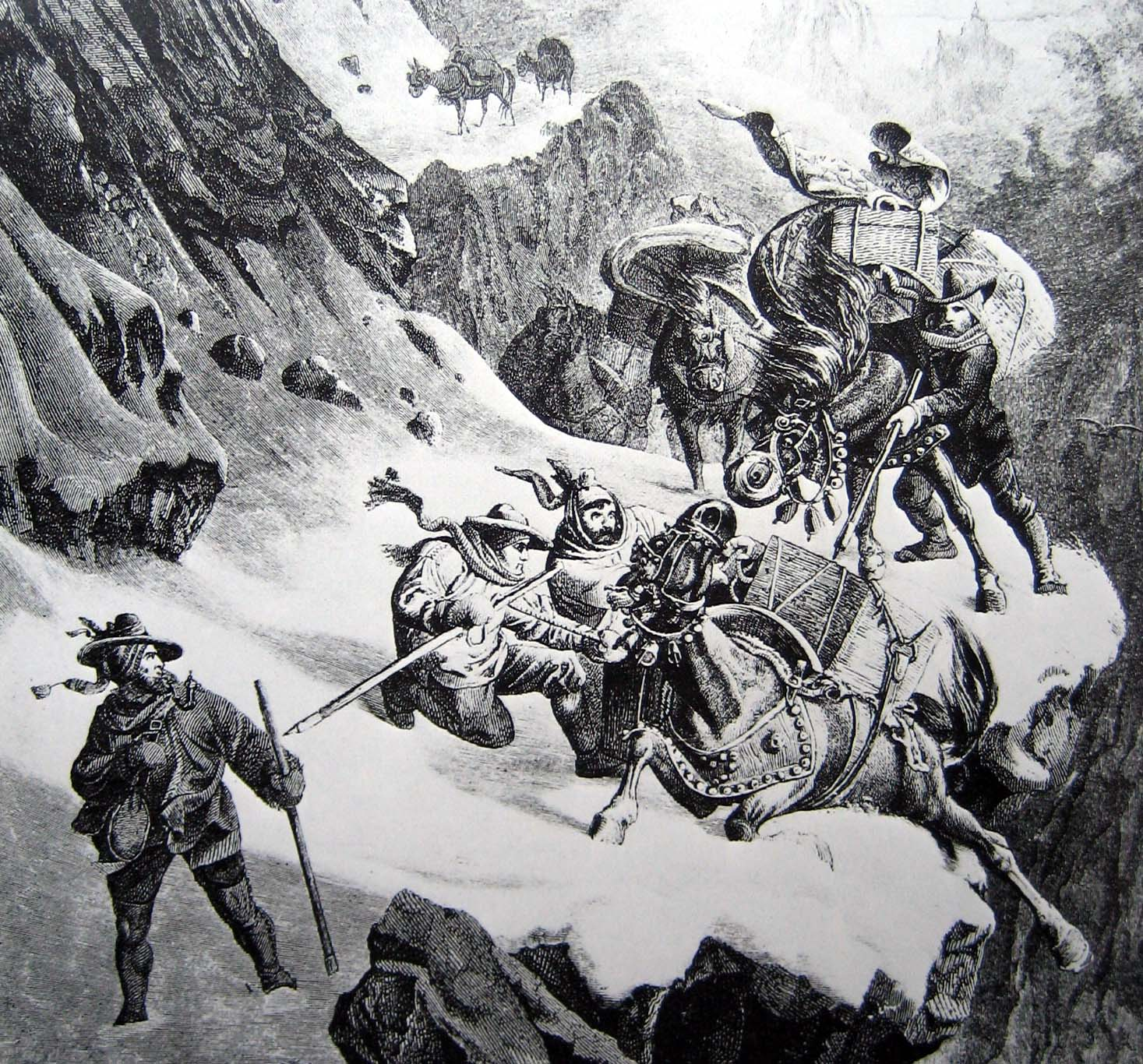
Teherszállítók télen

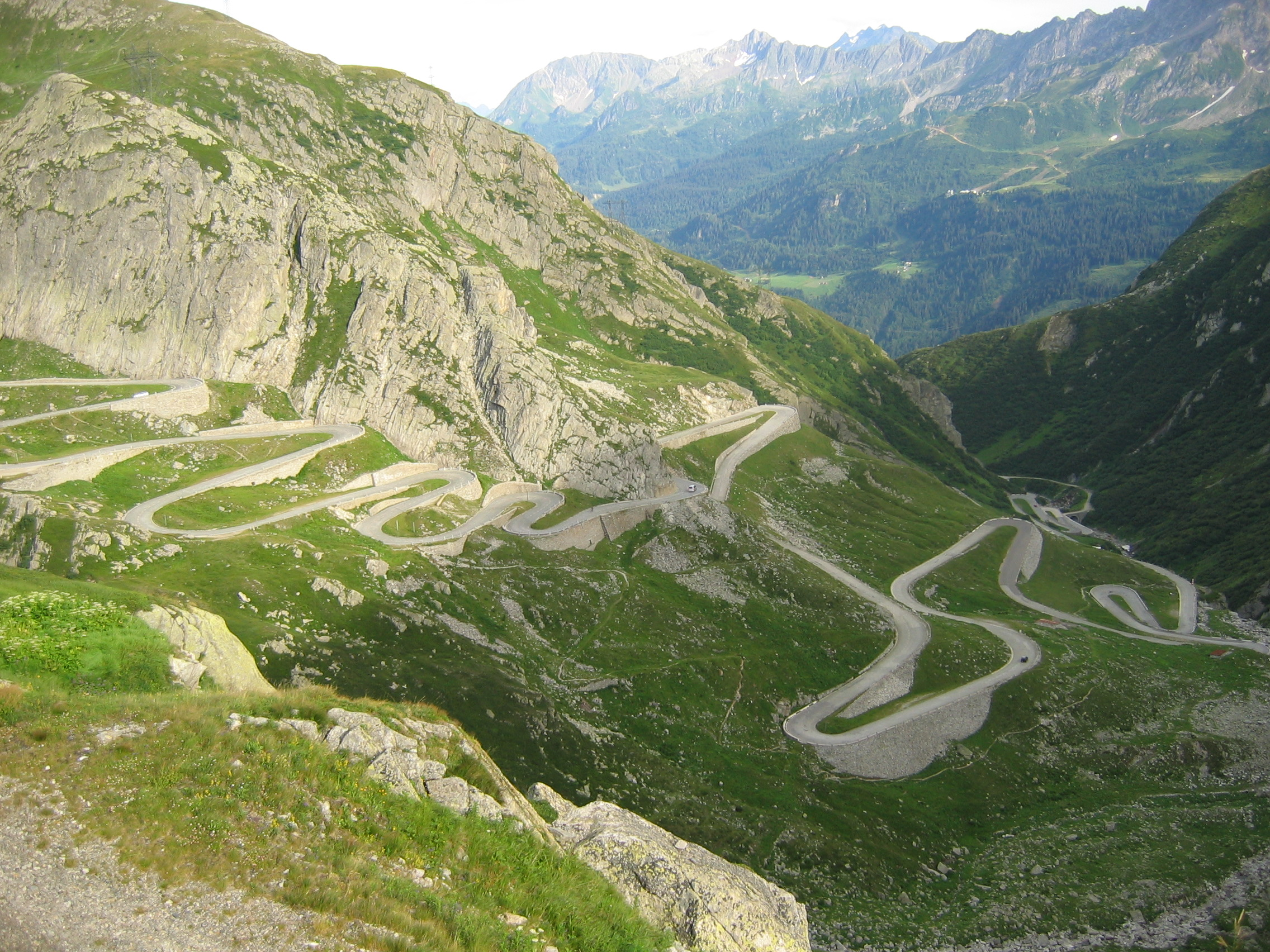
A régi út a Tremola-völgyben a Gotthárd déli oldalán

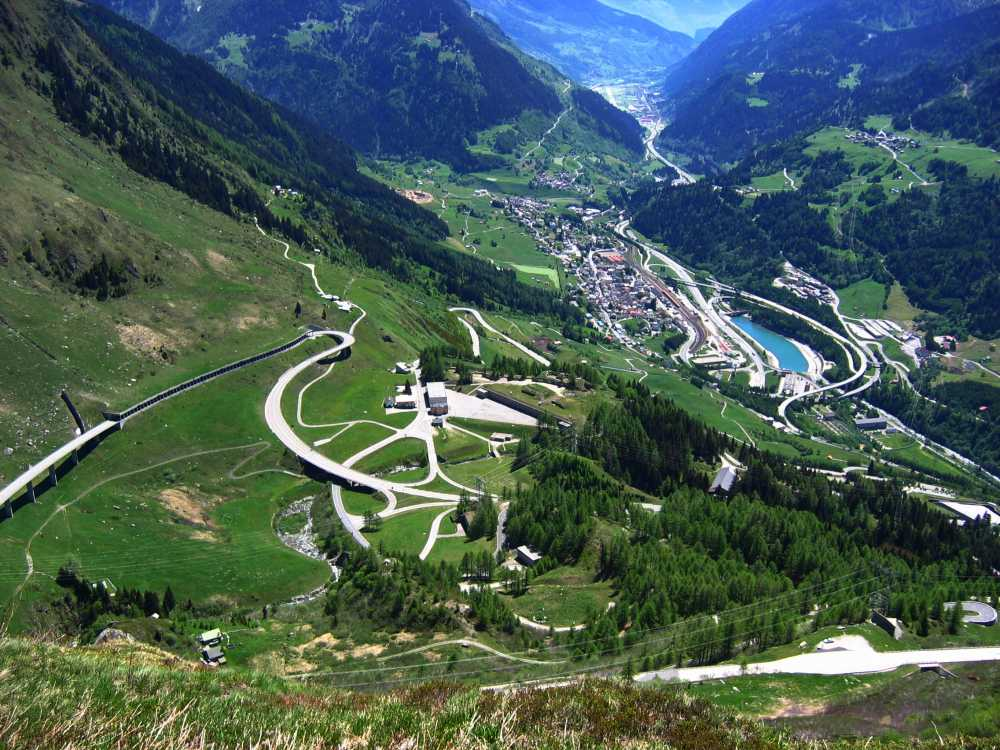
Az új út a déli oldalon

A 13. században kiépítettek egy kavicsos vagy gránitlapokkal burkolt teherszállító-utat, ami helyenként elérte a 3 méteres szélességet. Máshol viszont, ahol az út szűkebb volt, a kereskedelmi járművek (szekerek, kocsik) számtalanszor összetorlódtak és hosszú sorok, karavánok alakultak ki.
A teherszállítás fontos mellékkereseti lehetőség volt a földművelő parasztok számára. A Gotthárd útvonal mentén található helységek egyezményei szabályozták a forgalmat; az első ilyen megállapodás 1237-ben keletkezett. Az 1383. évi rendelet Uri és Leventina között lehetővé tett egyfajta gyors-áruforgalmat is. Az úton lévő településeknek, a fuvarjoggal rendelkező falvaknak viszont nemcsak monopóliumuk volt a szállítást illetően, kötelezettségeik is voltak: ők gondoskodtak az utak fenntartásáról, karbantartásáról és kiépítéséről; rendszeresen dolgozniuk kellett áruszállításnál, hótakarításnál és az utak javításában. Érdekük volt biztonságos utak létrehozása, mivel ezzel növelni tudták nyereségüket. Ennek köszönhetően az addig szegényes környék egy bizonyos jómódra tett szert.
A Gotthárd-útvonalat Leventinában három, Uriban és Urserenben négy szakaszra osztották, ahol a mindenkori közösség fuvarosai birtokolták a szállítás monopóliumát. Az átrakodás a határoknál mindenesetre késleltette a szállítást. Ezért már a 14. században a szállítmányozó társaságok megengedték néhány külső fuvarosnak és kereskedőnek, hogy bizonyos árufajtákat nagyobb távolságon szállíthassanak – természetesen bizonyos összegű illeték ellenében. A bevételt (Führleiti vagy forletto) az utak fenntartására és a szegények eltartására fordították, illetve családok között szétosztották. Kereskedők és a kormány is sokszor próbálkozott egyetlen fuvartársaság létrehozásával, de az út menti közösségek egészen a 19. századig – a közút megépítéséig – megőrizték monopóliumukat.

### Az utak kiépítése
A középkorban kiépített régi teherszállító-utakat szakaszonként folyamatosan továbbépítették: a 17. században a Gotthárd-ösvényt gránittal és gneiszlapokkal kövezték ki, ahol tudták kiszélesítették, máshol lépcsőzetes utakat építettek kőből, amivel a magasságkülönbségeket gyorsan és biztonságosan ki tudták egyenlíteni.
1775-ben utazott először Greville angol geológus a Gotthárdon át. Ragaszkodott ahhoz, hogy négy keréken utazzon. Ehhez 78 emberből álló kíséretre volt szüksége, akik a nehezen járható szakaszokon szétszedték a kocsit, átemelték az akadályokon, majd újból összeszerelték. A többség lovon és hintón vagy éppen gyalog kelt át a hágón.
A régi teherszállító-út maradványai még ma is láthatók egyes helyeken, a legújabb időkben történelmi turistaúttá építették ki.
A Gotthárd-út a forgalom növekvő igényeinek egyre kevésbé felelt meg. Már a 18. század végén világossá vált, hogy a régi utat modernizálni kell. A Brenner-hágót már 1772-ben, a Simplon-hágót pedig 1805-ben felújították, ami nem csökkentette a Gotthárd forgalmát addig, amíg azok idegen kézben voltak. Az 1815. évi bécsi kongresszus után aki tehette, a rövidebb és gyorsabb utat választotta – nem a Gotthárdon keresztül. Uri kanton, amelynek vezetősége mindeddig nem tartotta fontosnak Gotthárd kiépítését, hirtelen az útjavításokat sürgette, amire egyébként is nagy szükség volt az 1799. évi orosz-francia harcok rombolásai miatt.
A 19. század első harmadában a forgalom mégis csökkent, ugyanis a konkurens átkelőhelyek, mint a Nagy Szent Bernát-, a Splügen- és a Simplon-hágó jobban ki voltak építve. Világossá vált, hogy egy olyan útra van szükség, amin egyszerűen, gyorsan és biztonságosan lehet közlekedni. Miután Luzern, Solothurn, Tessin, Basel és Uri 4 millió svájci frankot bocsátott rendelkezésre az új út építéséhez, 1818. május 3-án Uri kanton határozatot hozott egy Amsteg és Göschenen közötti útvonal építésére. Az építkezések finanszírozásához 35 évre megemelték a vámot. A munkálatok 1820. június 6-án kezdődtek (1826-ban fejeződtek be) Cyrillo Jauch vezetésével, akinek a vállalkozása a munkákat sajnos hiányosan végezte el: alig pár év elteltével alámosódtak az utak, hidak dőltek le, így számos szakaszt újból kellett építeni, ezúttal az alig 20 éves altdorfi mérnök Karl Emanuel Müller irányításával. Az ő vezetése alatt készült el 1826 és 1830 között a Göschenen és Hospental közötti nehéz rész. Ugyanebben az időben tessini mérnökök megépítették az utat Hospentaltól a kanton határáig. 1830-ban fejeződött be a Giornico és a kanton határa közötti igényes útszakasz építése a tessini Francesco Meschini mérnök vezetésével.
Az új 3,5-5,5 méter széles Gotthárd-úton így már akár nehéz rakományú kocsik és szekerek is kényelmesen közlekedhettek. 1831-ben 900 kocsi ment át a hágón. A 19. században az út relatíve jó állapotban volt, de a szállítmányozó társaságok, amelyek még mindig birtokolták szállítási monopóliumukat, útjában álltak az akadálytalan működésnek. A fuvarosok általában földművelő parasztok voltak, akik saját munkájuk mellett vállaltak fuvarokat, de ez – főleg nyáron – sokszor okozott késéseket és torlódásokat. Később a profi szállítmányozók kihasználva ezt a helyzetet aláaknázták a fuvarosságot, ami aztán meg is szűnt.

### Autóforgalom
Az első autó 1902 júliusában haladt át a Gotthárdon: az autó utasa Otto Julius Bierbaum német költő volt, aki 1902-ben a berlini August Scherl kiadótól egy „Adler” típusú 8-PS autót kapott sofőrrel együtt. Bierbaum a 136 kilométeres utat Bellinzonától Brunnenig kilenc óra alatt tette meg.
Az autóforgalom csak a második világháború után növekedett, de nyilvánvalóvá vált, hogy a régi, kanyargós út nem felel meg az igényeknek, annak ellenére, hogy 1937 és 1941 között sok helyen kicserélték a burkolatot.

### Az új út
Uri kanton 1953-ban kezdte meg a Schöllenen-vonal teljes kiépítését: kiszélesítették az Urner-alagutat és felépítették az új kétsávos Ördög-hidat. Az új Tremola-út első részét 1967-ben nyitották meg a forgalomnak, a többi része viszont csak 1977-ben vált járhatóvá. Az új út vonala 13 hídjával, 1 alagúttal és hosszú lavinagalériájával nagy ívben kikerüli a régi Tremola-utat. Az új Gotthárd-út utolsó szakasza – Andermatt elkerülése – 1983 nyarán került átadásra.
De ez az új Gotthárd-út is csupán átmeneti megoldás volt, hiszen a hágó télen néhány hónapra zárva van. Elkerülhetetlen volt egy alagút építése a hágó alatt. A közúti alagút 1980. szeptember 5-ei megnyitása után – ami biztos átkelést biztosított télen is – a hágón át vezető út szerepe még inkább csökkent.

### A vasút
A Szent Gotthárd-hágón keresztül 1872-ben kezdték meg egy vasútvonal kiépítését, melynek teljes hosszán végül 1882. június 1-jén indult meg a rendszeres forgalom. A Gotthárd-vasútvonal, mely Svájc középső területeit köti össze Bellinzonán keresztül az olaszországi Como városával, a Gotthárd-vasút Társaság beruházásának keretében épült meg, 1909 óta pedig az SBB, a Svájci Államvasutak üzemelteti. A maga korában merész vonalvezetése és műszaki megoldásai miatt technikai bravúrnak számító vasútvonalon található a Gotthárd vasúti alagút, mely építésekor 14 900 m-es hosszával a világ leghosszabb vasúti alagútja volt. (Az alagút hivatalos hosszúsága egyrészt a mérési módszerek változása, másrészt az északi és déli kijáratánál épített későbbi műtárgyak miatt sokszor változott, jelenleg 15 003 m.) Északi kijárata Göschenennél, a déli Airolónál van. 2003 és 2016 között épült meg a vonalon az új, 57 km hosszú Gotthárd-bázisalagút, melynek 2016-ban, szintén június 1-jén történt átadása óta ez számít a világ leghosszabb vasúti alagútjának.

## A hágó stratégiai jelentősége
Természetesen a katonaság is felfigyelt a hágó földrajzi fekvéséből adódó jelentőségére.
A gyors átkelés lehetősége a Gotthárdon jól jött II. Frigyesnek is, hiszen fontos volt számára (és a Németországban uralkodó fia, VII. Henrik számára), hogy katonákat és követeket rövid idő alatt át lehessen vezényelni az Alpokon. Ennek érdekében 1231-ben Urinak egy bizonyos összeg, valamint a szabad és biztosított átkelés biztosítéka ellenében korlátlan rendelkezési jogot (carte blanche) adott. Ezzel a rendelettel Uri szabad lett, ami azt jelentette, hogy csak a császárnak voltak kötelesek engedelmeskedni. Később Schwyz és Unterwalden is megkapták ezt a státuszt.
A középkorban és az újkor elején katonai szempontból nem tulajdonítottak nagy jelentőséget a hágónak. 1604-1625-ben a Gotthárd-hágó a spanyol csapatok útvonala volt Milánó és Hollandia között („camino Suizo”).
Kétszer került sor háborús nézeteltérésekre a hágón: 1799-ben a második koalíciós háborúban Szuvorov orosz tábornok csapataival a Gotthárdon keresztül vonult Olaszországból északi irányba, de a francia csapatok megakadályozták kitörését az Alpokból. Az 1847. évi svájci polgárháború során, ahol a liberális és katolikus kantonok kerültek egymással szembe, Uri kanton csapatai elfoglalták a hágót és innen nyomultak Leventina felé.
A vasút és több útvonal (Axenstrasse, Furka, Oberalp) megépítése, valamint az európai politikai felállás változásai következtében a Gotthárd újból fontos szerepet kapott: főleg a német és az olasz vezérkart foglalkoztatta a térség. 1866-ban Airolóban megépült az első erőd (Forte di Airolo, ma múzeum), amit további hasonló létesítmények követtek 1920-ig. A második világháború idején a svájci katonai védelmi rendszer (Réduit National) keretében a Gotthárd-átjáró a védelmi rendszer központjába került. Egy esetleges támadás elleni védelemre való felkészülést mutatták az alagútban és az autóút mentén elhelyezett robbanószerek, amik ellenséges támadás esetén azok lerombolására voltak hivatva. A Gotthárdon át vezető vasútforgalomban is megmutatkozott Svájc védelmi koncepciója a nemzetiszocialista Németországgal és a fasiszta Olaszországgal szemben: engedélyezett volt az áruszállítás – főleg szén, acél és vas; olasz munkások is átkelhettek az alagúton, de a katonák (sebesülteket kivéve) és fegyverek szállítását megtiltották. A 20. század végén bevezetett hadsereg-reform után ezek a védelmi rendszerek elveszítették fontosságukat.

## Postaforgalom

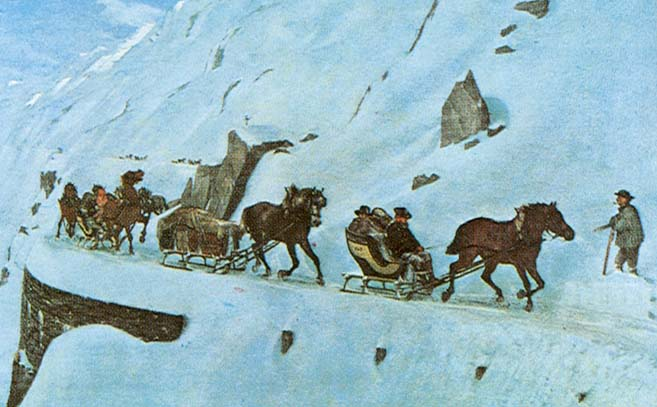
Gotthárd-posta télen, Jean Jacot-Guillarmod olajfestménye, 1873

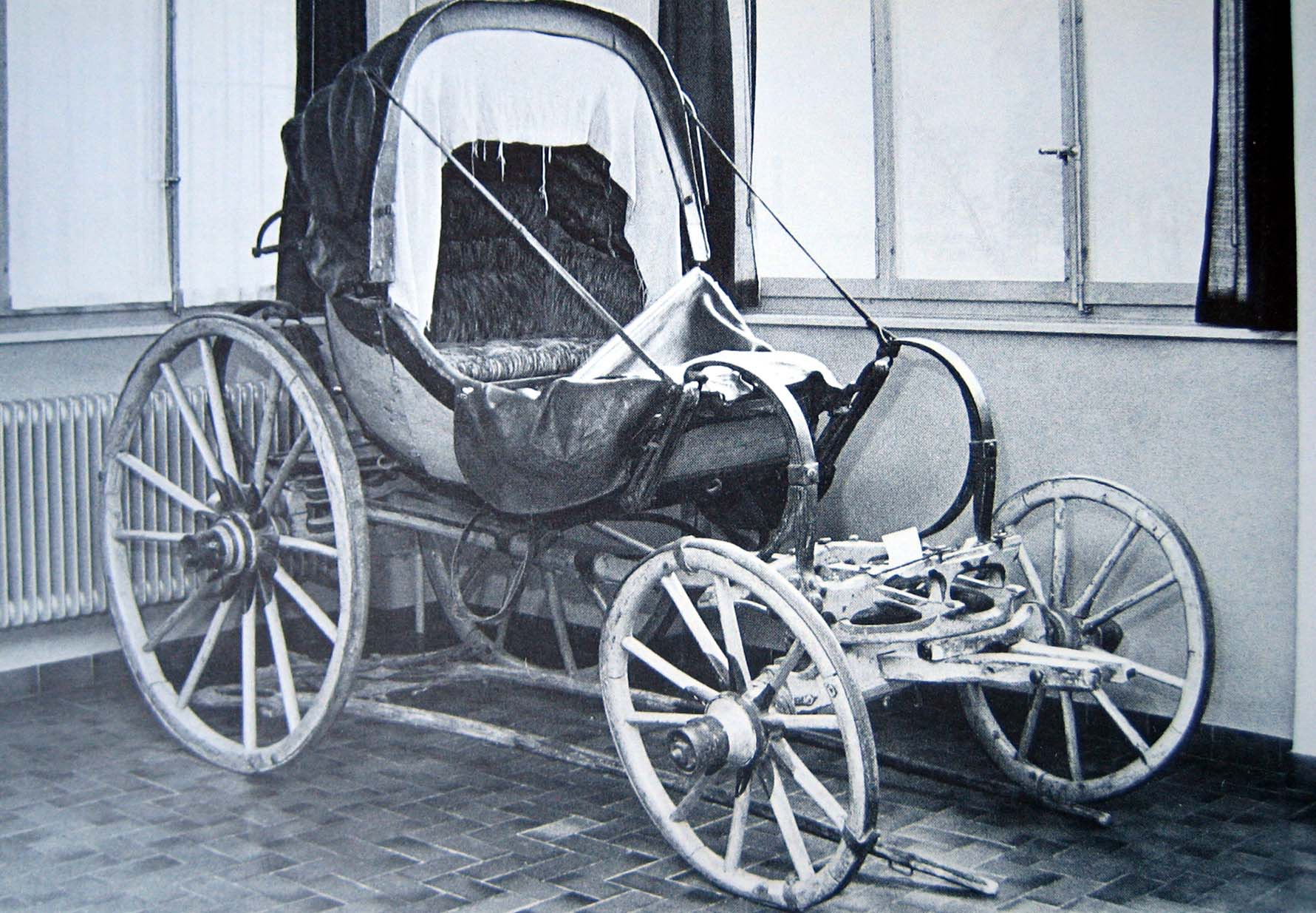
Kétszemélyes postakocsi 1830-ban

Futárok, küldöncök és követek a 17. századig csak rendkívüli esetekben, rögzített menetrend nélkül közlekedtek a hágón. Szervezett hírvivő-szolgálat a 15. századtól létezik.
I. Miksa német-római császár 1494-ben egy rendszeres futárszolgálat létrehozásával bízta meg postamesterét (Franz von Taxis), ami a sváb háború kitörésével – ahol a szövetség a császár ellen harcolt – megszűnt. 1564-ben Giovanni da l’Herba genovai postamester hozott létre egy postavonalat Milánó és Bázel között. Az államszövetség első postaszolgálatát a Hess testvérek hozták létre, akik a zürichi kereskedők megbízásából és hivatalos engedéllyel a zürichi „Vörös kapuhoz” házban berendezték az első postahivatalt. 1615. október 5-étől hetente küldtek futárt a Gotthárdon keresztül Bergamóba és vissza. A következő években további futárszolgálatok jöttek létre: Diego Maderni 1653-ban Milánó és Luzern között heti rendszerességű postaszolgálatot épített ki; küldönceinek négy napra volt szükségük a táv megtételéhez. 1696-ban Caspar Muralt Zürichből, 1696-ban pedig a berni tanácsos és postai vállalkozó, Beat Fischer Bernből szervezett lovas postai szolgálatot Milánóig hetente kétszer (1832-ig működő posta).
A 17. és a 18. században a postai forgalom intenzitása attól függően változott, hogy éppen milyen harcok folytak a városokban, milyen vallási feszültségek uralkodtak a környéken.
Annak érdekében, hogy a posta- és áruforgalmat télen is biztosítani tudják, egy ökröt – nyakában egy kötélen lógó nehéz fatörzzsel – hajtottak végig a havon, hogy a havat letapossa és a szánok közlekedni tudjanak. (Ezt a hóeltakarítási módszert alkalmazták egészen a 20. századig, amíg meg nem jelentek a motoros hólapátolók, illetve hóekék.) Ha a hó túl magas volt az állatoknak, akkor hólapátoló szolgák munkáját vették igénybe. A Gotthárd nyomvonalát a nyáron, az út szélén leszúrt hosszú farudak segítségével találták meg.

### A postakocsik ideje
Az új út megnyitása után (1830) hetente háromszor ment kocsi Flüelen és Chiasso között mindkét irányban. Kis, egyfogatú, két-három férőhelyes kocsikat használtak. A Gotthárd-posta nagy időszaka 1842-ben kezdődött, amikor naponta már egy tíz férőhelyes kocsit üzemeltettek. Az út Comotól Flüelenig 23 órát tartott. Fontos volt, hogy az út télen is járható legyen, ezzel a hágón át utazók száma még inkább emelkedett.
1848-ban, a Svájci Államszövetség megalakulása után megtiltották az útvámok és kantonális illetékek kirovását. Az államszövetségi posta irányítása alatt a szolgáltatások egyre jobbak lettek, a menetidők lerövidültek.
Amikor 1882-ben megnyílt a Gotthárd-vasút, a Gotthárd-hágó egyik napról a másikra elveszítette jelentőségét: amíg a rekordévben (1875) 72 000 utas haladt át az úton, addig 1881-ben már csak 58 496 – a postai küldeményeket ekkor már a szerkezetkész Gotthárd-alagúton át szállították.
1909-ben újból próbálkoztak egy postakocsi-vonallal Andermatt és Airolo között a Gotthárdon át, de ennek már csak helyi jelentősége volt. Az utolsó ló vontatta postakocsi 1921 őszén haladt át a hágón. 1922-től már a Car-Alpin, az első postaautó járt a vonalon.

## Telekommunikáció
Már 1852-ben átvezettek a Gotthárdon egy elektromos vezetéket táviratozáshoz; ezt 1882-ben egy a vasúti alagúton átvezetett kábellel helyettesítették. 1900-ban ezzel párhuzamosan lefektettek egy telefonkábelt is, amit 1979-ben üvegszálas kábelre cseréltek.